# Yoshino Sakuzō

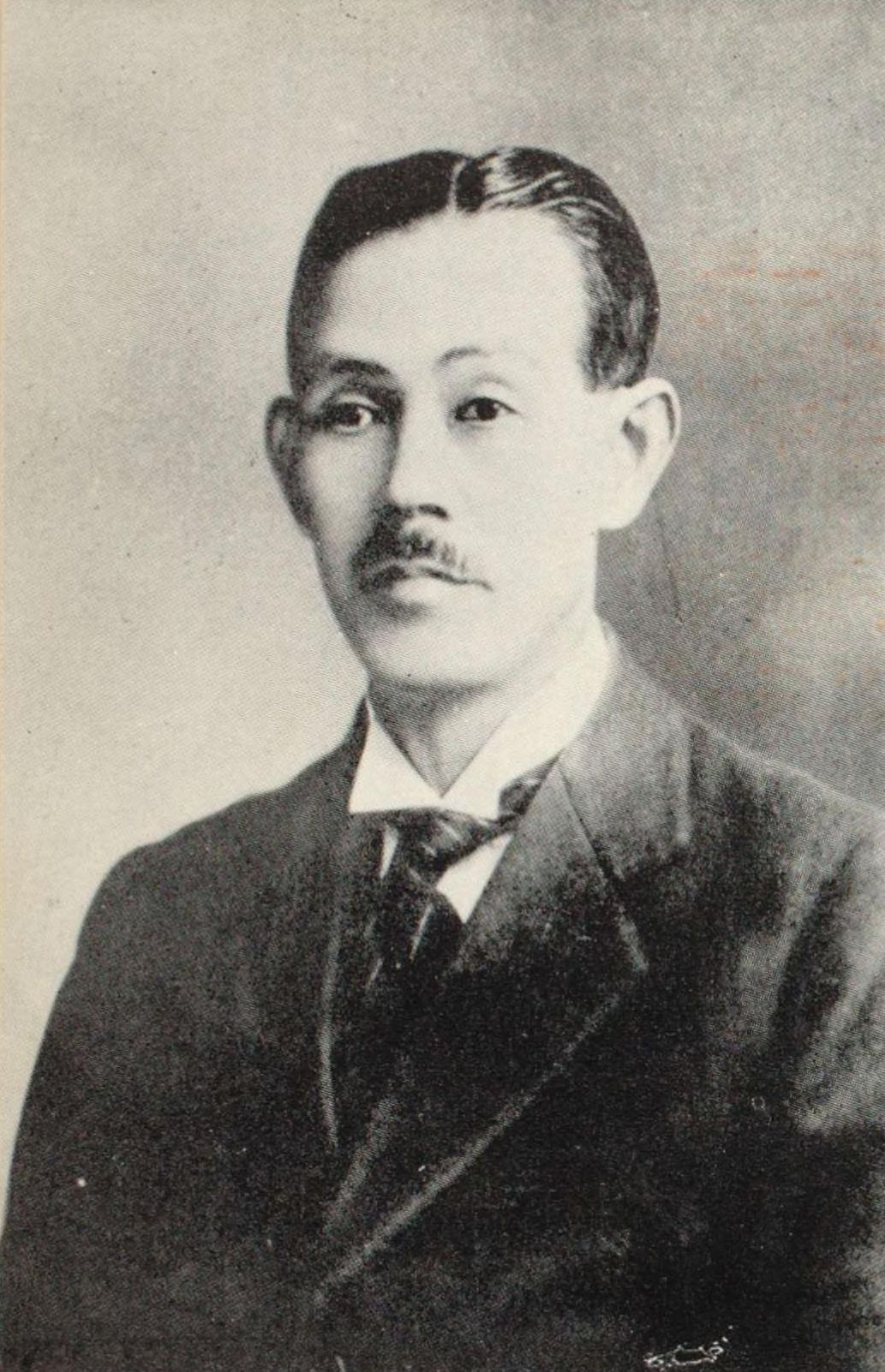
Yoshino Sakuzō

Yoshino Sakuzō (japanisch 吉野 作造; * 29. Januar 1878 in Ōsaki; † 18. März 1933) war ein japanischer Politikwissenschaftler, Historiker und Autor, der als politischer Denker der Taishō-Zeit hauptsächlich für die Formulierung der Theorie des Mimponshugi (民本主義) oder „Politik des Volkes“ bekannt wurde.
Yoshino graduierte 1904 an der Kaiserlichen Universität Tokio. 1906 ging er als Privatlehrer für den Sohn von Yuan Shikai, des damals mächtigsten chinesischen Politikers, nach China. Im Jahre 1909 kehrte er zurück und lehrte bis 1924 zunächst als außerordentlicher Professor, ab 1914 als ordentlicher Professor an der juristischen Fakultät der Kaiserlichen Universität Politikgeschichte und -theorie. 1910 ging er nochmals für drei Jahre auf eine Studienreise nach Deutschland, England und in die Vereinigten Staaten. Bei seiner Rückkehr nach Japan begann er Artikel zu schreiben, die Fragen einer Einführung einer demokratischen Regierung in Japan, der Korruption und des Allgemeinen Wahlrechts behandelten.
Sein bekanntestes Werk, „Über die Bedeutung einer konstitutionellen Regierung“ wurde als Reaktion auf den populären Glauben in die Überlegenheit des preußischen Musters geschrieben. In diesem Werk argumentiert Yoshino, dass Demokratie auch mit dem Konzept der Souveränität des Tennō vereinbar sei.
Seine Grabstätte befindet sich auf dem Friedhof Tama in Fuchū (Präfektur Tokio). 
Yoshinos Nachfolger auf dem Lehrstuhl wurde Oka Yoshitake.
Die Architektin und Fotografin Nobuko Tsuchiura war seine Tochter.